# Russ Heath
Russ Heath (New York, 29 settembre 1926 – New York, 23 agosto 2018) è stato un fumettista statunitense famoso per la sua collaborazione con Marvel e Dc Comics.

## Lo Stile Di Russ Heath
Heath possedeva un tratto molto dinamico quasi quanto quello di Kirby ma allo stesso tempo riusciva ad ancorarsi a un inconfondibile stile realistico. Questa combinazione di caratteristiche lo rendeva un artista particolarmente abile nelle storie di guerra anche se ad oggi, non è mai stato definito semplicemente un disegnatore da war comics. La qualifica, da sola, infatti lo descriverebbe in modo riduttivo dato che la sua matita ha solcato i fogli di tantissimi altri generi.

## I Lavori
Russ Heath, infatti, ha lavorato ad alcuni importanti titoli ambientati in epoca di guerra tra cui i più noti sono Haunted Tank, co-creato insieme a Kanigher, e Sgt. Rock, lavoro del 1966 realizzato per rimpiazzare Joe Kubert. Anche se questi fumetti erano di sviluppo chiaramente propagandistico - dato che raccontavano di coraggiosi soldati americani, abbattere nazisti "immacolati" e presuntuosi - lo stile di Heath risultava così accattivante da rendere queste storie molto influenti nella scena statunitense. Il successo di queste pubblicazioni, rese l'artista uno dei disegnatori più rispettati nel settore.

## Il successo
Ma a consegnare le chiavi dell'Olimpo "artistico", all'illustratore, non fu uno dei suoi lavori ma indirettamente, quello di Roy Lichtenstein che nel 1963 realizzò un dipinto utilizzando una sequenza del fumetto "All-American Men of War No. 89" targato DC comics e ovviamente, disegnato proprio da Russ Heath. L'opera rifletteva l'onomatopea di uno scontro tra velivoli militari e si chiamava "Whaam!"; fu una delle più importanti realizzazioni appartenenti alla corrente della Pop Art, fattore che dimostra e consente di comprendere quanto la sua arte fosse emblematica durante il periodo del Dopoguerra e nella decade successiva.

## Russ Heath in Italia e nel mondo
In Italia, Russ Heath non gode di alcuna fama almeno fino alla sua morte, momento in cui alcuni tra i maggiori siti di settore dedicati alla cultura nerd e del fumetto ne segnalano la scomparsa. Paradossalmente, all'estero viene rispettato e osannato per via di riconoscimenti come l'ingresso nella Will Eisner Comic Book Hall of Fame avvenuta nel 2009.